# Жуки (гмина Тересполь)
Жуки (пол. Żuki) — деревня в Бяльском повете Люблинского воеводства Польши. Входит в состав гмины Тересполь. По данным переписи 2011 года, в деревне проживало 19 человек.

## География
Деревня расположена на востоке Польши, на левом берегу реки Западный Буг, вблизи государственной границы с Белоруссией, на расстоянии приблизительно 35 километров к востоку от города Бяла-Подляска, административного центра повета. Абсолютная высота — 133 метра над уровнем моря. К западу от населённого пункта проходит региональная автодорога 816.

## История
Согласно «Справочной книжке Седлецкой губернии на 1875 год» деревня входила в состав гмины Костомлоты Бельского уезда Седлецкой губернии.
В период с 1975 по 1998 годы деревня входила в состав Бяльскоподляского воеводства.

## Население
Демографическая структура по состоянию на 31 марта 2011 года:
|         | Всего | До трудоспособного возраста | Трудоспособного возраста | Старше трудоспособного возраста |
| ------- | ----- | --------------------------- | ------------------------ | ------------------------------- |
| Мужчины | 11    | 4                           | 5                        | 2                               |
| Женщины | 8     | 3                           | 4                        | 1                               |
| Всего   | 19    | 7                           | 9                        | 3                               |